# 瓢塚古墳
瓢塚古墳（日语：／ Hisagodukakofun），又稱丁瓢塚古墳（日语：／ Yorohisagodukakofun），是位於日本兵庫縣姬路市勝原丁的一座前方後圓墳，屬於丁古墳群，日本國史跡。

## 概要
古墳位於兵庫縣西南，揖保川平原的東面，屬前方後圓墳，墳丘以南北方向為主軸，朝南的前方部分呈撥形，前方部分未知是否階級式建築，後圓部分則有3層。墳丘長約100米，為西播磨地方的古墳中規模最大。墳丘上出土了竹管紋土器和埴輪碎片，但是埴輪是否真正存在成疑。另外，墳丘推測曾經被像石垣一樣的列石所包圍的同時，並未有發現周濠。主體部分的墓室形態除了有在後圓部分南邊露出的豎穴式石室外，還推測在後圓部分的中央位置也有過墓室。豎穴式石室的陪葬品則不明。
古墳推測建於古墳時代初期（約3世紀中），規模上則與附近的初期古墳相比要大一倍有多，加上由於墳形與當時畿內的大和王權的大王墓相近，因此古墳的入葬者被認為是周邊小地域的高級首長，並且與畿內勢力有直接的關連。
1978年，古墳獲指定為日本國史跡。1987年，對古墳展開了測量調查

## 構造

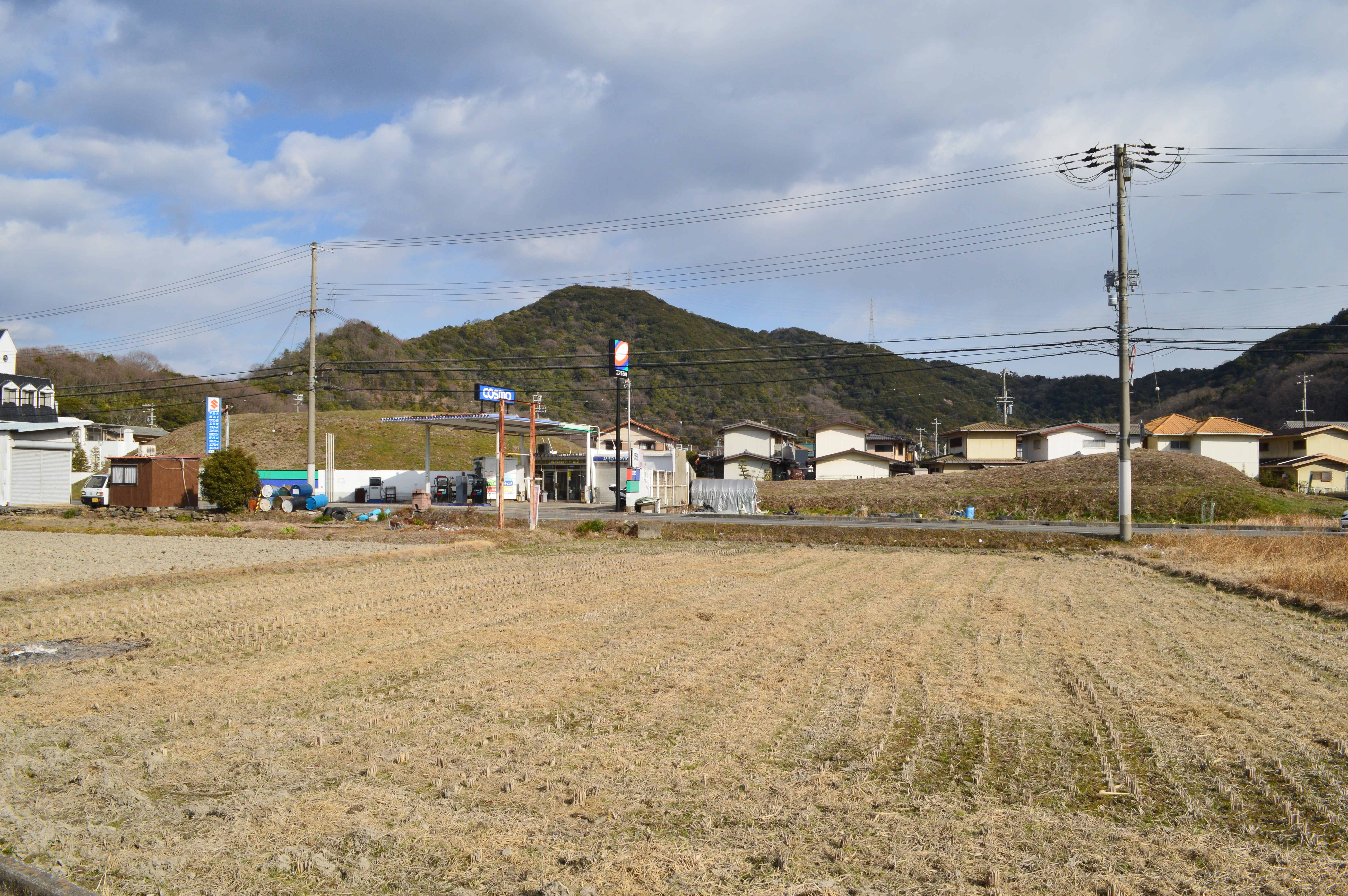
墳丘，左邊為後圓部分，右邊為前方部分

墳丘是以自然形成的河堤改造而成，由於其中在盛土出土了土器碎片，因此過去該處可能由於建造古墳而拆毀了附近村落。
由於尚未進行考古調查，因此墳丘規模不明。墳丘長度方面有多個說法，雖然一直以來是104米，但昫近年出版的《姬路市史》則改為98.8米，另外也有109米的說法。其中，關於前方部分的東面的突出部分，有說法認為是前方部分經大規模削平後殘存的土丘前，也有說法認為是從前方部分加建，由於尚未展開考古調查，因此具體狀況不明。
另外，撥形古墳為初期古墳的典型特徵，與其相似的有奈良縣奈良市的箸墓古墳。

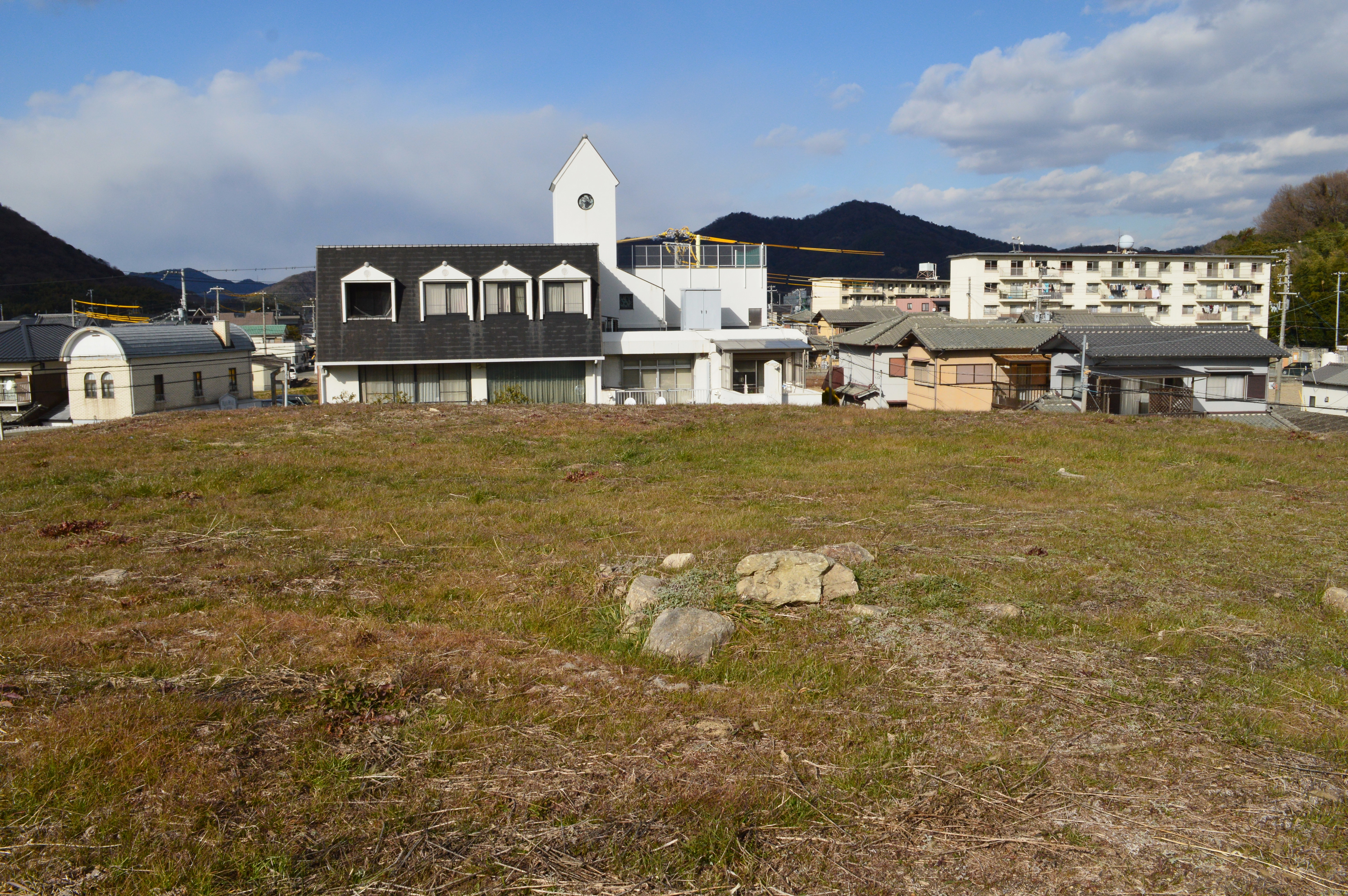
後圓部分墳頂
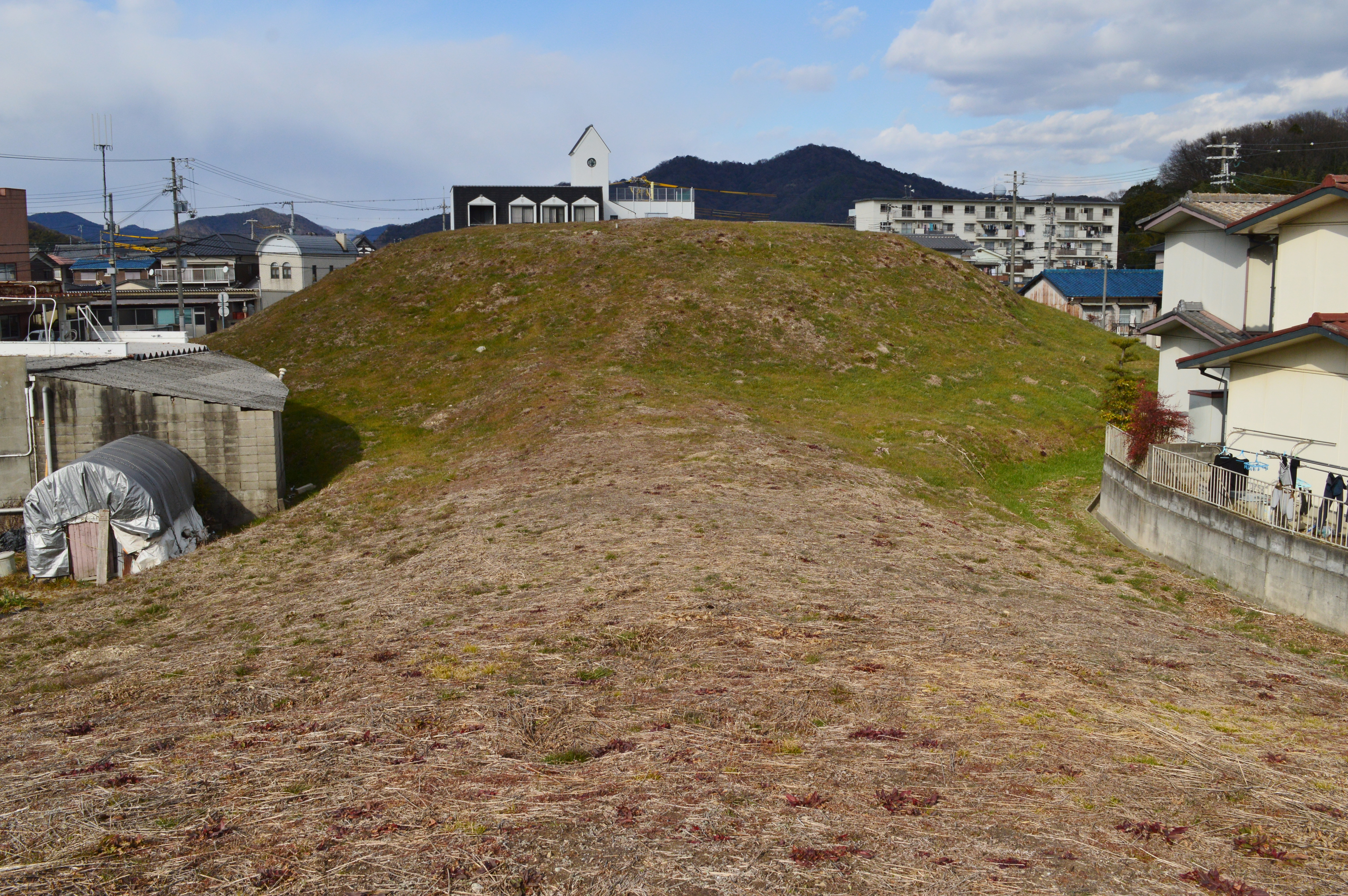
從前方部分望向後圓部
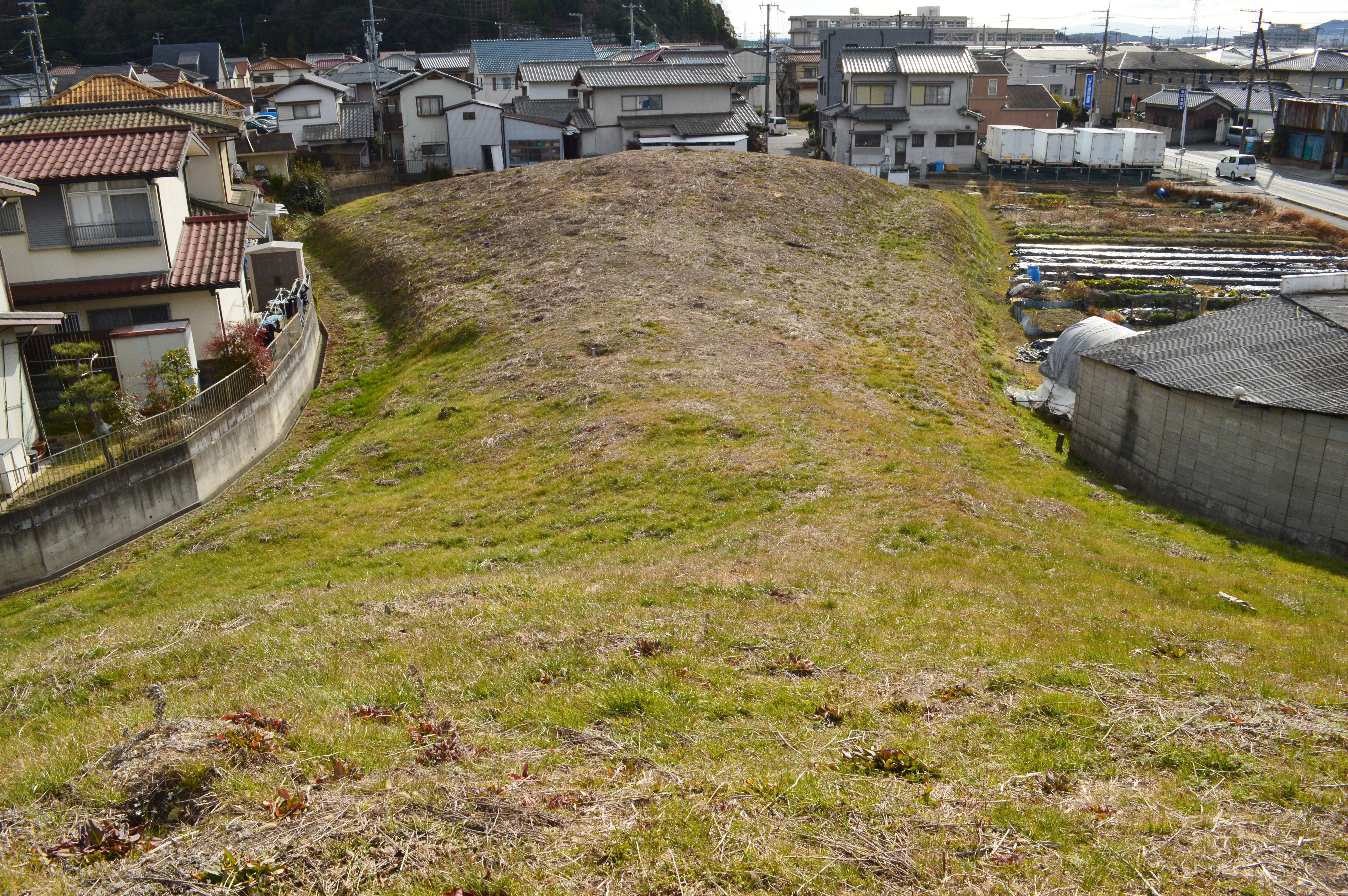
從後圓部分望向前方部分

## 文化財

### 日本國史跡
- 瓢塚古墳，1978年3月24日指定[5][7]。

## 外部連結
- - 國指定文化財等數據庫（日語）
- 瓢塚古墳